# St. Martin-au-Laert Churchyard
St. Martin-au-Laert Churchyard is een begraafplaats gelegen in de Franse plaats Saint-Martin-au-Laërt (Pas-de-Calais). De militaire graven worden onderhouden door de Commonwealth War Graves Commission.
De begraafplaats telt 3 geïdentificeerde Gemenebest graven uit de Tweede Wereldoorlog.